# بال‌نواری رگه‌دار
بال‌نواری رگه‌دار (نام علمی: Actinodura souliei) یک گونه از پرندگان خانواده توکایان خندان است که در چین و ویتنام یافت می‌شود. زیستگاه طبیعی آن جنگل‌های معتدل و جنگل‌های دشت نمناک نیمه‌گرمسیری یا گرمسیری است.